# Valeriy Karpin
Valeriy Georgievich Karpin - em russo Валерий Георгиевич Карпин (Narva, 2 de fevereiro de 1969) é um ex-futebolista russo, nascido na atual Estônia. Atualmente, é treinador da seleção da Rússia e também do clube russo Rostov.
Karpin foi o primeiro jogador nascido na Estônia a jogar uma Copa do Mundo FIFA, mas pela Rússia, terra de suas origens étnicas. Foi justamente dele o primeiro gol da seleção russa, em 1992, após o desmembramento da União Soviética. Ele está entre os dez jogadores que mais defenderam a Rússia (72 vezes), chegando a ser o segundo, depois sendo ultrapassado por outros que desenvolveram a maior parte da trajetória na seleção após 2003. Também já foi o segundo maior artilheiro da seleção (17 gols), seguindo atualmente entre os cinco primeiros. É o jogador com mais minutos jogados pela Rússia em Copas do Mundo, desconsiderando-se o período soviético.[carece de fontes?]
Teve grande sucesso no período áureo do Spartak Moscou nos primórdios do campeonato russo pós-URSS e do Celta de Vigo a nível nacional e continental, brilhando também em outra equipe espanhola, a Real Sociedad.

## Carreira

### Início no futebol soviético e russo
Karpin começou a carreira ainda na terra natal, no Sport Tallinn, da capital da então RSS da Estônia; o jogador chegou inclusive a ser registrado em alguns veículos como se fosse natural de Tallinn, como nos álbuns de figurinhas oficiais da Panini para a Eurocopa 1996 e para a Copa do Mundo FIFA de 2002.
Começou a jogar no campeonato de forças armadas. Transferiu-se em 1988 ao CSKA Moscou, o "clube do Exército", aonde estava terminando seu serviço, sofrendo ameaça de ir à Sibéria caso recusasse. Disputou apenas 3 partidas pela equipe, assinando em seguida com o Fakel Voronezh, pelo qual atuou 25 vezes em 1989. Voltou a Moscou em 1990, desta vez para jogar no Spartak. Pelos Krasno-Belye, ganhou três campeonatos russos e 1 Copa da Rússia, em 1992. Na temporada 1990-91, a equipe chegou a eliminar o Real Madrid nas quartas-de-final da Liga dos Campeões da UEFA, vencendo por 3-1 dentro do estádio Santiago Bernabéu após empate de 0-0 em Moscou. Karpin jogou as duas partidas inteiras.[carece de fontes?]
A nível continental, Karpin destacou-se na temporada europeia de 1992-93, comandando um baile de 4-2 sobre o Liverpool pela extinta Recopa sobre a velha potência inglesa, que voltava às competições internacionais após anos de banimento em função da tragédia de Heysel. Naquela temporada, marcou outros dois gols também sobre o Feyenoord, em vitória por 3-1. Na temporada europeia seguinte, pela Liga dos Campeões da UEFA, marcou gols em dois jogos contra o Barcelona, que terminaria vice-campeão daquela edição.[carece de fontes?]

### Sucesso no futebol espanhol
Após a Copa de 1994, foi para o futebol espanhol, onde destacou-se principalmente no Celta de Vigo e na Real Sociedad, seu primeiro clube no exterior. Após duas temporadas na equipe de San Sebastián, cidade em que sua filha nasceu em fevereiro de 1996, foi vendido por 9 milhões de dólares para o Valencia, uma das maiores transferências da temporada 1996-97, cuja maior negociação foram os 23 milhões que envolveram a transferência de Alan Shearer do Blackburn Rovers ao Newcastle United. Na pré-temporada, Karpin esteve no título do amistoso Troféu Naranja sobre o Flamengo.[carece de fontes?] Mas, após uma temporada de meia dúzia de gols e na qual a equipe não foi exitosa, chegou ao Celta.

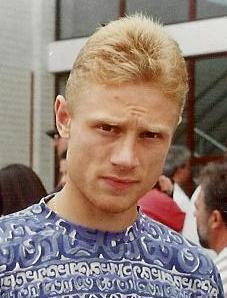
Karpin em agosto de 1996.

No clube da Galiza, Karpin passou 5 temporadas, ajudando a equipe a classificar-se para a Copa da UEFA em todas elas - em quatro por boas colocações no campeonato espanhol (foram dois sextos lugares, em 1998 e 2001, e dois quintos, em 1999 e 2002) e uma pelo título da Copa Intertoto de 2000, além de chegar ao vice-campeonato da Copa do Rei em 2001. Tal período áureo rendeu o apelido de "Eurocelta" ao elenco.
Karpin foi eleito o melhor estrangeiro da temporada 1998/99, formando no clube galego uma verdadeira espinha dorsal com o brasileiro Mazinho, o israelense Haim Revivo, o argentino Gustavo López, o bósnio Vladimir Gudelj e o compatriota Aleksandr Mostovoy, com quem estava entrosado desde os tempos de Spartak. Naquela temporada, o clube havia ficado a um ponto da classificação à Liga dos Campeões da UEFA e quatro do vice-campeão Real Madrid, além de eliminar Liverpool e Aston Villa na Copa da UEFA, vencendo ambos tanto em casa como dentro da Inglaterra. Já na temporada seguinte, o "Eurocelta" chegou a vencer por 7-0 o Benfica e por 4-0 a Juventus na competição continental. No 7-0 sobre os portugueses, Karpin marcou duas vezes.[carece de fontes?]
Karpin chegou a ser eleito para o time dos sonhos do mês de janeiro de 1999 na temporada europeia.[carece de fontes?] Foi eleito pelo veículo Don Balón o melhor estrangeiro daquela temporada espanhola. Em agosto, o Celta venceu o tradicional torneio amistoso Troféu Teresa Herrera, batendo na final o Boca Juniors.[carece de fontes?]
Na temporada 2000-01, o clube, campeão da Copa Intertoto, chegou ao vice-campeonato na Copa do Rei (perdendo de virada para o Real Zaragoza após ter eliminado o Barcelona nas semifinais) e foi até declarado o melhor do mundo na época pela Federação Internacional de História e Estatísticas do Futebol.
No segundo semestre de 2002, Karpin retornou à Real Sociedad. Ajudou o clube basco a chegar ao vice-campeonato de La Liga, 21 anos após a conquista do último título. Marcou oito vezes, incluindo o primeiro gol da campanha, em vitória por 4-2 na rodada inicial em pleno clássico com o Athletic Bilbao.[carece de fontes?] Surpreendendo, a Real chegou com chances de título na última rodada, mas remotas desde a rodada anterior, em que perdeu ironicamente a liderança em derrota para o ex-clube do russo, o Celta - que, também vivendo grande temporada, se classificaria com um quarto lugar à Liga dos Campeões da UEFA. Em dezembro de 2002, voltou a ser eleito para o time dos sonhos do mês na temporada europeia.[carece de fontes?]
O campeonato espanhol, porém, acabou ficando com o Real Madrid de Luís Figo, Raúl, Zinédine Zidane e Ronaldo, restando o consolo de chegar à Liga dos Campeões da UEFA. Karpin foi uma das peças-chave da equipe de San Sebastián, ao lado do turco Nihat Kahveci, o sérvio Darko Kovačević, e os espanhóis Javier de Pedro e Xabi Alonso, a revelação daquela temporada. Deixou a equipe basca em 2005, ano em que deixou pela primeira vez de jogar.

### Retorno breve aos gramados
Dois anos após abandonar a carreira, Karpin tentou retomá-la, em 2007. Assinou um contrato com o Coruxo, uma equipe de pequeno porte da Galiza que disputa a Quarta Divisão Espanhola. Porém, não chegou a entrar em campo nenhuma vez, e encerrou oficialmente a carreira de jogador.

## Seleção
Jogou uma partida pela Seleção da CEI, como a antiga Seleção Soviética subsistiu para as disputas da Eurocopa 1992. Foi em abril, em empate de 2-2 com a Inglaterra, ainda antes da competição. Karpin, entretanto, ficou de fora do torneio e aquela foi sua única exibição pela CEI. Naquela partida, Karpin começou entre os reservas, entrando no minuto 63 no lugar de Andrey Kanchelskis.[carece de fontes?]
Após a dissolução da equipe, escolheu jogar pela Seleção Russa. Marcou o primeiro gol desta após o fim da URSS, em vitória por 2-0 em amistoso contra o México. Foi de pênalti, no minuto 60, contra o goleiro Jorge Campos no estádio Lokomotiv de Moscou.[carece de fontes?] Karpin foi convocado para a Copa do Mundo de 1994, se tornando assim o primeiro jogador nascido na Estônia a participar da competição, ainda que seja etnicamente russo. A convocação veio mesmo após apenas duas partidas nas eliminatórias; às vésperas da competição, diversos jogadores rejeitaram a convocação em função de desentendimentos com o técnico Pavel Sadyrin, justamente algumas das principais estrelas da equipe (como o citado Kanchelskis), que já atuavam nas principais ligas europeias. Os astros ainda se fizeram presentes no álbum oficial de figurinhas lançado pela Panini e Karpin, não. Já na competição ele foi o terceiro jogador mais utilizado pelos russos.[carece de fontes?]
Além do mundial de 1994, disputou a Eurocopa 1996 e a Copa de 2002. Nestes dois torneios, a Rússia cairia novamente na fase de grupos. Destacou-se ainda nas eliminatórias à Eurocopa 2000. Karpin fez dois gols em vitória por 3-2 sobre a França em pleno Stade de France em Saint-Denis,[carece de fontes?] contra a seleção recém-campeã da Copa do Mundo FIFA de 1998 e que venceria a própria Eurocopa. Os russos faziam boa campanha e eram os líderes do grupo nas eliminatórias, mas perderam a classificação após um inesperado empate contra a Ucrânia, um 1-1 com gol de Karpin em Moscou.[carece de fontes?] Ele não escondeu as lágrimas de decepção ainda no gramado ao fim da partida.
Na Copa de 2002, Karpin fez na estreia, contra a Tunísia, seu único gol em Copas do Mundo. Foi também seu último gol pela Rússia, que venceu por 2-0.[carece de fontes?] Foi de pênalti. Karpin foi um dos jogadores russos melhor avaliados no torneio, mas adiante perdeu as duas partidas seguintes e o país voltou a ser eliminado na primeira fase. Depois do mundial, Karpin jogou uma última vez em fevereiro de 2003, em vitória por 1-0 sobre o Chipre.[carece de fontes?]

## Vida além do futebol
Karpin considera, por razões familiares, sua cidade natal de Narva como a sua favorita no mundo. Ela situa-se na fronteira com a Rússia, sendo a cidade mais a leste na Estônia, separada da cidade russa de Ivangorod apenas pelo estreito rio também chamado Narva. Terceira maior cidade estoniana, ela é habitada quase que exclusivamente por russos étnicos, chegando a ser rotulada pelo Lonely Planet como "uma cidade russa do lado errado da fronteira".
Karpin é cristão ortodoxo. Embora tenha adotado a seleção russa, considera a terra natal da Estônia um de seus lugares favoritos. Por outro lado, já declarou que tem fluência na língua espanhola, mas nem tanto na estoniana, ainda que a houvesse estudado na escola. Segundo ele, porém, não havia como praticar este idioma em Narva, repleta de russos; disse que só passou a ter amigos etnicamente estonianos quando mudou-se aos 15 anos para a capital Tallinn. Em 2003, ele obteve oficialmente a nacionalidade estoniana. Na terra natal, seu nome é apenas Valeri Karpin.
Morou em Vigo até 2008, onde casou-se com a viguense Alba Fernández, tendo sido empresário do setor imobiliário e patrocinador de equipes desportivas. Uma delas é a Karpin-Galicia, participante das duas últimas Voltas a Portugal em Bicicleta. Durante o último de sua estadia, foi criticado por ter sido um dos responsáveis pelo aumento da especulação imobiliária na cidade. Ele, inclusive, chegou a ser xingado de "mafioso" e "ladrão" em pichações feitas nos muros do desapropriado Convento das Hermanitas.
Voltaria a Moscou no mesmo ano para integrar a diretoria do Spartak Moscou, onde fez a sua estreia como treinador, com a demissão do dinamarquês Michael Laudrup. Seus bons desempenhos no comando do Spartak fizeram a diretoria efetivá-lo no cargo. Ele ainda chegou a treinar o clube entre 2012 e 2014, após a saída de Unai Emery. Neste último ano, teve sua primeira experiência como técnico fora da Rússia, tendo assinado com o Real Mallorca, permanecendo por um ano na equipe espanhola.
Em 2017, assumiu o clube Rostov, conciliando desde 2021 o cargo de técnico desse time junto ao da seleção russa. Inicialmente, fora requisitado em julho de 2021 pela seleção sob contrato com término pactuado para até o fim das eliminatórias da UEFA à Copa do Mundo FIFA de 2022, sob possibilidade expressa de prorrogação em caso de classificação e autorização para seguir em paralelo seu trabalho no Rostov pelos seis meses seguintes. A seleção chegou às repescagens, mas acabou eliminada antes de disputa-las, em retaliação política à invasão praticada pelo país na Ucrânia. Embora opositor declarado da Guerra Russo-Ucraniana, Karpin teve seu contrato renovado.